# Campeonato Nacional de Clubes
Campeonato Nacional de Clubes foi o nome oficial utilizado pela CBD (precursora da atual CBF) para designar, em sua época de disputa, os campeonatos nacionais realizados entre 1971 e 1974, quando passou a ser denominado oficialmente de Copa Brasil. Antes de 1971, o atual Campeonato Brasileiro de Futebol, era denominado pela entidade máxima do futebol brasileiro de Taça de Prata.

## História

### Antecedentes
A primeira competição nacional oficial entre clubes de futebol que dava ao seu vencedor o título de campeão brasileiro foi a Taça Brasil (já na época de sua disputa, o vencedor da Taça Brasil era considerado o campeão brasileiro). Apesar do certame ter sido instituído em 1954 pela CBD (Confederação Brasileira de Desportos, atual CBF), com a finalidade de apontar o clube campeão brasileiro da temporada e, de ter seu regulamento definido no ano seguinte, a primeira edição da competição não pôde ocorrer em 1955, como o planejado, devido o calendário do futebol brasileiro de 1955 a 1958 já está aprovado e não podendo sofrer alterações por causa da Copa do Mundo de 1958. Sendo assim, ficou definido naquela época para a Taça Brasil começar somente em 1959. Porém, como na época ainda havia limitação de data, restrições econômicas e dificuldades para viagens e transporte interestaduais em um país com dimensões continentais, a competição foi montada do modo mais econômico possível. Sendo assim, participavam apenas os campeões estaduais — obviamente, um clube por Estado, exceto em algumas edições, quando foi permitida a participação de um segundo clube —, que se enfrentavam em um grande sistema eliminatório. Mesmo com esse certame nacional, o futebol brasileiro necessitava de um campeonato que integrasse as maiores equipes do País e fosse lucrativo e atrativo aos clubes participante e aos torcedores. Como em 1967 o Brasil já se encontrava um pouco mais estruturado, tendo meios de transporte melhores, foi possível ousar em um formato de competição nacional com mais jogos.
A CBD decidiu pôr em prática planos mais ousados de integração para o futebol brasileiro, devido à conquista do primeiro título nacional do Cruzeiro, a Taça Brasil de 1966, que se tornou um marco por ter mudado o eixo do futebol brasileiro que até então era dominado por equipes paulistas e cariocas. Esta conquista do clube mineiro foi tão importante assim por ser o divisor de águas na história do futebol nacional, uma vez que até à data ainda acreditava-se que só existia futebol de alto nível, apesar das boas exibições do Bahia, no eixo Rio-São Paulo. No entanto, o Cruzeiro apresentou uma equipe jovem de excelente qualidade, chamando a atensão para potenciais atletas de outros Estados, minimizando a hegemonia do eixo Rio-São Paulo. E, também, devido ao fiasco da Seleção Brasileira na Copa do Mundo de 1966, na Inglaterra. Com isso, em 1967, o Torneio Rio-São Paulo (cujo nome oficial, a partir de 1954, era Torneio Roberto Gomes Pedrosa)[carece de fontes?] certame até então regional, foi ampliado para a participação de clubes de outros estados e passando a ser conhecido por seu nome oficial e, a partir de sua segunda edição, em 1968, a CBD passou a denominá-lo oficialmente de Taça de Prata. O Torneio Roberto Gomes Pedrosa, diferentemente da Taça Brasil, era uma competição de âmbito nacional com um modelo que visava a incluir a maioria dos grandes clubes dos principais centros do país.
O "Robertão", como o campeonato ficou conhecido popularmente, foi a primeira competição a englobar os principais times do país e, também, devido ao seu modelo de disputa, o Robertão teve seu sucesso garantido, agradando instantaneamente aos clubes participantes, dirigentes e torcedores — a média de público por jogo foi de mais de vinte mil pessoas —, tornando-se o primeiro torneio nacional a conseguir atingir uma fórmula vencedora e lucrativa para suas equipes participantes, que de certa forma, na opinião do jornalista, historiador e escritor Odir Cunha, representou uma evolução da Taça Brasil. Para alguns autores o Torneio Roberto Gomes Pedrosa era tudo que uma competição moderna de futebol precisa ter: poucos e poderosos participantes, os melhores jogadores do Brasil — e do mundo —, ótima média de público, jogos de alto nível, credibilidade e excelente cobertura da mídia.
Entretanto, devido a grande popularidade do futebol no Brasil, o governo militar enxergou uma excelente oportunidade para promover o ufanismo e a imagem de integração nacional, passando a intervir regularmente no esporte. Colocando, na prática, o futebol no ambicioso Plano de Integração Nacional (PIN). Com a elite política (desde governadores a vereadores, passando por prefeitos e deputados interessados em ver suas cidades representadas no certame nacional) convencida dos benefícios e dos dividendos eleitorais da instrumentalização da maior paixão nacional, o futebol. No entanto, não somente os políticos tinham interesse no campeonato nacional, pois diversos outros agentes sociais perceberam que poderiam se beneficiar da competição.
Como a revista Placar, que desde sua criação adotou uma postura crítica em relação à administração do futebol nacional e considerava o modelo administrativo usado pelos dirigentes ultrapassado, defendia a organização de um campeonato que reunisse as principais agremiações do Brasil e que fosse totalmente integrado. Em consequência natural destas reivindicações, apareceria as propostas de criação de um Campeonato Nacional de clubes. Os primeiros argumentos utilizados seriam aqueles ligados à ampliação do mercado dos clubes dentro do País e a maior facilidade para a elaboração de um calendário racional. Uma visão evolucionista dá o tom das argumentações, como se um campeonato de proporções nacionais fosse um estágio obrigatório para o desenvolvimento do futebol brasileiro, mesmo sabendo-se que isso poderia acarretar na falência das pequenas agremiações. Com uma chamada de capa que dizia: "Senhores Dirigentes, Eis o Campeonato Nacional", os jornalistas da revista apresentam a alguns dirigentes, exceto aqueles ligados à Confederação Brasileira de Desportos que não aceitaram dialogar com a reportagem, um calendário ideal, com férias, espaço para as excursões ao exterior e uma tabela racional, aonde os clubes fariam deslocamentos de uma maneira a reduzir os custos com passagens aéreas, deixando a competição viável economicamente. Até mesmo como seria a participação da televisão no orçamento dos clubes era ponto de debate pela Placar.
As reações dos dirigentes às propostas feitas pela revista foram interessantes. O supervisor do Fluminense, Almir de Almeida, ressalta as dimensões territoriais do Brasil como o velho obstáculo para a criação desta competição proposta, argumentando que as longas viagens e climas díspares iriam impactar na preparação das equipes; entretanto, ressalta os ganhos técnicos com a total integração do futebol brasileiro. Mais enfático, o presidente do Atlético Mineiro diz que é responsabilidade da CBD realizar o torneio, uma vez que "o Robertão já está superado", pois seria uma competição dos clubes da preferência de João Havelange, e um país tricampeão mundial deveria organizar um campeonato à altura. Já Felício Brandi, presidente do Cruzeiro, afirmava que sua equipe iria lutar pelo Campeonato Nacional. Por outro lado, ainda em Minas Gerais, surgem os primeiros descontentes com a proposta. João Frota, diretor do Flamengo de Varginha, afirmava que seria o fim das pequenas agremiações. No Sul, os dirigentes do Grêmio e do Internacional estavam juntos na oposição ao campeonato nas bases propostas pela revista. Na Bahia, os dirigentes do Vitória eram favoráveis, enquanto os do Bahia achavam que o Robertão era o campeonato ideal, não necessitando ser reformulado.
Uma parte da imprensa aproveitou a postura crítica da Placar para também marcar posição perante a situação do futebol nacional. Jornalistas da Folha de S.Paulo, como Aroldo Chiorino, reivindicavam para este meio o pioneirismo da modernização do futebol do País, uma vez que ainda nos anos 1950 a Folha organizara um congresso cujo tema era a redefinição dos rumos do esporte nacional. Em 10 de outubro de 1970, com a matéria "As derrotas de um futebol sem
estrutura", a Folha endossava as críticas da Placar, criticando duramente os dirigentes encarados como aberrações e incompatíveis com a dinâmica do futebol, que boicotavam qualquer tentativa de organização. A começar pela CBD, passando pelos presidentes de federações e chegando até aos dirigentes de clubes, seriam figuras vaidosas, que colocavam interesses políticos e pessoais à frente do futebol, que pagaria um preço alto por isso.
Os efeitos da série veiculada pela Placar acabou chegando também a Brasília. No dia 24 de setembro de 1970, o ministro da Educação e Cultura Jarbas Passarinho, apresentava uma série de sugestões de reformas na estrutura do esporte brasileiro ao Conselho Nacional de Desportos (CND). Muitas destas propostas solicitadas pelo político da ARENA constavam nas linhas da revista desde a sua criação. Diante da pressão, a CBD prometeu um novo calendário para 1971.
Porém, antes do início do novo torneio nacional, ocorre a última edição do Torneio Roberto Gomes Pedrosa, que é considerado por muitos como o embrião do Campeonato Nacional de Clubes, a primeira rodada de jogos desta edição do Robertão foi celebrada no dia 6 de setembro de 1970, com o objetivo de conhecer a melhor equipe de futebol do Brasil do "ano do tricampeonato da Seleção". Justamente por isso, é considerado por alguns autores como o mais difícil dentre os certames nacionais já realizados. Como é afirmado por Roberto Sander, em seu livro "Taça de Prata de 1970 — O Campeonato Brasileiro mais difícil de todos os tempos". O regulamento e o número de participantes (dezessete equipes) eram os mesmos das duas edições anteriores. As mudanças diziam respeito apenas aos participantes, uma vez que a Portuguesa foi substituída pela Ponte Preta, que destacou-se no Campeonato Paulista daquele ano e conseguiu sua inclusão junto à CBD e, no Paraná, o Atlético Paranaense entrou no lugar do Coritiba. Para a Placar, os jogos desinteressantes dos campeonatos estaduais ficariam para trás com o início da Taça de Prata — nome pelo qual o torneio ficou conhecido naquele ano. José Maria de Aquino em sua coluna na revista, afirmava que a competição seria o "caminho mais certo a ser percorrido quando se quiser salvar o eterno déficit financeiro" do futebol tricampeão do mundo. Enquanto o Jornal do Brasil tratava o Robertão como o mais importante campeonato do futebol brasileiro, lamentando o fato de nenhum clube carioca ainda ter conquistado a taça, a cobertura da Placar era panfletária.
Anunciado como o melhor de todos os tempos, a Robertão de 1970 reuniria os vinte melhores clubes do país. Contestações aos critérios utilizados pela CBD para a inclusão das equipes, a ausência de tempo adequado para a preparação dos clubes para o torneio ou mesmo a tabela da competição, eram recorrentes. No entanto, a julgar pela primeira rodada após o início do torneio, a grande quantidade de clássicos conseguiu ofuscar os problemas existentes. Juntamente com a primeira partida, foi criada a Bola de Prata, acompanhada pelo ranking Placar. O objetivo era aproximar o futebol do Brasil dos grandes eventos que aconteciam mundo a fora, com direito a uma premiação semelhante ao Oscar ou mesmo à Chuteira de Ouro europeia.
O inédito título nacional de um clube do Rio de Janeiro acontece justamente na quarta e última edição do Robertão. A Placar do dia 25 de dezembro de 1970, trazia uma ampla cobertura das finais do Torneio Roberto Gomes Pedrosa/Taça de Prata e estampou em sua capa a manchete "O Flu é o campeão do Brasil! Acabou o Torneio da Bola de Prata". Na coluna de Hedyl Valle Júnior, foi feito um balanço da competição, ressaltando que a Taça de Prata não foi mal, mas poderia ter sido melhor.
No entanto, apesar de sua abrangência nacional, o Robertão não era visto por uma parte da imprensa como o verdadeiro Campeonato Nacional. Os times disputavam até dezenove jogos em um intervalo de apenas três meses de competição. Em outubro de 1970, a revista Placar, em sua franca campanha por um novo torneio nacional que integrasse totalmente os maiores clubes do País, publicou a matéria intitulada "O Robertão é quase um Campeonato Nacional. O Campeonato Nacional é nossa grande solução". Nesta publicação, os técnicos de algumas das principais agremiações brasileiras reclamam da falta de viabilidade financeira e das viagens desordenadas. Além disso, havia uma discussão latente sobre os problemas de abrangência do campeonato, com escolhas sem critérios dos clubes.
Por outro lado, parcela da imprensa, além da própria CBD que declarou o Fluminense campeão brasileiro em seu boletim oficial de 1971, considerava o Robertão, em sua época de disputa, como o verdadeiro Campeonato Nacional. Como o Jornal do Brasil que em 1967, após a criação do Robertão, defendeu que a realização deste campeonato de proporções nacionais era um importante momento para a história do futebol brasileiro e acrescentou: "A esperança de melhores rendas e espetáculos de qualidade superior àqueles proporcionados pelos estaduais parecia concretizar-se, uma vez que a criação do campeonato nacional racionalizaria o calendário, possibilitando, inclusive, a vinda de clubes estrangeiros para o Brasil, e fortaleceria a Seleção Brasileira, já que jogadores de outros centros poderiam ser úteis para o time verde e amarelo, que tinha perdido a Copa do Mundo em 1966 para os anfitriões ingleses." E, também, o Jornal dos Sports, além da própria Placar — que apesar de suas reivindicações por um novo certame nacional —, consideraram o Fluminense campeão brasileiro de 1970.
A evolução reivindicada pela Placar e por outros veículos de imprensa passava pela criação do Campeonato Nacional de Clubes. As pressões vinham dos jornalistas, passando por alguns dirigentes e chegando até ao Ministro da Cultura, Jarbas Passarinho e outros políticos ligados a ARENA. A todos, a CBD respondia prometendo mudanças no calendário de 1971, tanto para os clubes como também para a Seleção Brasileira. Novos tempos eram anunciados.

### As intervenções do governo militar e a criação do Campeonato Nacional de Clubes
O ápice das intervenções do regime militar no futebol nacional ocorreu na década de 1970. Que já iniciou com a Seleção Brasileira ganhando seu terceiro título mundial dentro de quatro edições disputada. Este período que ficou conhecido com a era de ouro do futebol brasileiro veio a calhar para o governo de Médici. Em 16 de julho de 1970, menos de um mês depois de Carlos Alberto Torres levantar a Taça Jules Rimet no Estádio Azteca, o presidente assinava o decreto-lei que dava início ao Plano de Integração Nacional. O projeto visava criar uma unidade maior entre as diferentes regiões do Brasil e também fomentar o crescimento de regiões antes isoladas. E, assim como a aplicação de políticas desenvolvimentistas, o futebol também faz parte desse processo. Médici não escondia seu apreço pelo futebol e tentava ele mesmo passar sua imagem como um torcedor de estádio, que ficava em pé na arquibancada com o radinho de pilha na orelha. E estas manipulações do governo chegaram também à Confederação Brasileira de Desportos (CBD). João Havelange, que na época era o presidente da entidade, dançava conforme a música tocada pelo governo, mas não era tão bem visto pelos militares. Diante das denúncias de corrupção, começou a ser vigiado pelo regime e até mesmo convocado para depor. Havelange saiu da CBD em 1975, sendo substituído pelo Almirante Heleno Nunes, de forte atuação na política do governo militar.
O presidente Médici via no futebol, a oportunidade para mostrar na prática o seu discurso de integração. Era um período de expansão da fronteira agrícola, de construção da rodovia Transamazônica. E o Campeonato Nacional servia para corroborar com esse processo. O governo viabilizou o torneio através do Ministério da Cultura, com ajuda financeira. Na época, as maiores questões que impedia a realização de um certame nacional totalmente integrado eram os custos elevados das longas viagens interestaduais. E o poder financeiro público passou a custear esses traslados e as estadias. Antes disso, sem a intervenção do governo, esse diálogo que era próprio da CBD não existia.
Em uma reunião realizada no dia 4 de fevereiro de 1971, a CBD anunciou a criação de um novo campeonato para o futebol tricampeão do mundo. Na prática, segundo alguns historiadores o que ocorreu foi a transformação do Torneio Roberto Gomes Pedrosa/Taça de Prata em Campeonato Nacional de Clubes. Este novo certame, o Campeonato Nacional de Clubes — Divisão Extra —, anunciado por João Havelange no Rio de Janeiro, foi o resultado do movimento incrementado em 1970 pedindo uma reorganização do futebol do País, além dos interesses do governo militar. Torneio este que ficaria conhecido, a partir de 1974, como a primeira edição do Campeonato Brasileiro, excluindo a versão anterior, apesar de disputado sob formato similar ao do "Robertão" — em seus boletins oficiais entre 1971 e 1975, a CBD colocava as edições do Torneio Roberto Gomes Pedrosa/Taça de Prata em igualdade de condições com as edições do Campeonato Brasileiro, apenas mantendo os nomes próprios, excluindo esta informação a partir do boletim de 1976. Alguns autores consideram que "a história do futebol brasileiro, a partir desse momento, foi deixada para trás". Este novo certame viera com a proposta de dar oportunidades diretas para times do país inteiro e, devido à política que ditava o critério de escolha dos participantes, não havia necessidade de as equipes passarem por campeonatos regionais.
A política de bastidores dentro da CBD envolvida na elaboração do novo torneio apresenta alguns elementos-chave. O primeiro deles, o desejo de João Havelange de candidatar-se à presidência da FIFA, declarado já naquele momento. Havelange, que já contava com os votos das federações sul-americanas, não poderia enfrentar problemas políticos dentro de seu próprio país, especialmente com um governo que, na preparação para a Copa Mundo de 1970, interveio de maneira brusca na preparação da Seleção Brasileira.
Também não poderia desagradar a elementos como os presidentes das federações estaduais. O coronel José Guilherme, o general Oldenor Maia e Rubem Moreira, presidentes das federações mineira, cearense e pernambucana, respectivamente, tiveram seus pedidos atendidos: desejavam fortalecer seu capital político com a criação do Campeonato Nacional. O Nordeste assim, ganharia mais dois representantes em comparação ao número de participantes do Robertão. Eram dois de Pernambuco (um a mais que em 1970) e outro do Ceará, somados a vaga da Bahia. Minas Gerais que era representada por dois clubes passou a contar com três.
A fim de resolver a insatisfação dos gaúchos, que desde o projeto apresentado pela revista Placar mostravam-se contrários à ideia da criação do Campeonato Nacional, Havelange prometeu o aumento do número de representantes do Estado para a segunda edição do Nacional. E, para a felicidade de todas as federações, os campeonatos regionais controlados por elas seriam prioritários no calendário, com suas datas até agosto, deixando o Nacional com pouco mais de três meses de duração; ou seja, não diferindo do tempo de disputa do Robertão.
Neste contexto, o Campeonato Nacional de Clubes foi dividido em Série Especial e Divisão de Acesso (também chamada de Primeira Divisão). Na Série Especial estavam vinte clubes divididos em duas chaves, disputando três etapas para se conhecer o campeão. O destaque neste regulamento é que, da primeira para a segunda fase, três times por grupo passavam para a segunda fase por pontos obtidos no campo de jogo. Outros dois por grupo passavam pelo critério de média de renda por jogo, ou seja, os clubes que mais levavam público aos seus jogos passavam de fase. Elaborado por Antônio do Passo, o documento apresentado à imprensa como forma de divulgação do torneio, tem como base a experiência considerada bem sucedida da última Taça de Prata. A separação em duas divisões abria aos clubes da Primeira Divisão a possibilidade de subir à divisão extra (onde se encontravam as principais equipes) desde que atendessem ao mínimo das exigências de "caráter profissional", principalmente ter um estádio e condições para receber as delegações visitantes.
O grande obstáculo ressaltado neste plano ainda tratava-se das longas distâncias entre as capitais de um país de dimensões continentais. E a confederação fazia um apelo ao governo federal por recursos para subsidiar as viagens. Problema para ser administrado pelo Brigadeiro Jerônimo Bastos, novo presidente do CND que substituíra o General Loi Menezes no início do ano de 1971. Com larga experiência no esporte, — como militante e dirigente — Bastos, que chefiou a delegação brasileira de futebol que ganhou a Copa do Mundo no México, teria como missão encarar o problema suscitado pelo projeto da CBD, que abertamente defendia o financiamento público do Campeonato Nacional: o pedido da entidade — que alegava que o Campeonato Nacional iria enfrentar dificuldades na sua extensão, no futuro, a outras unidades da Federação Brasileira, por pesar dois graves ônus: as taxas (aluguel de campo) que incidem sobre os jogos e o transporte aéreo da delegação — foi aceito e após a conclusão da fase preliminar, e cada um dos turnos finais do Campeonato Nacional, a CBD remetia ao CND os boletins de renda de cada um dos jogos, comprovando os custos das taxas, bem como o preço das passagens usadas pelas associações nos transportes aéreos, para que fosse feito, à conta da rubrica da verba originária da Loteria Esportiva, o reembolso dessas despesas, processando-se, em seguida, pela CBD, o rateio às associações. Este apoio financeiro foi a chave para a realização do Campeonato Nacional. Em uma época na qual a logística das viagens era muito mais complicada que a atual, havia o apoio para que os clubes tornassem real a competição.
Entretanto, a primeira edição do campeonato pareceu muito mais com o velho Robertão do que com uma competição que realmente integrasse totalmente os clubes de futebol do País — isso aconteceu porque a edição do Torneio Roberto Gomes Pedrosa/Taça de Prata de 1970 foi utilizada como base para a criação da nova competição. O Ceará, o Sport e o América Mineiro foram os únicos clubes acrescentados, sendo que só os cearenses representavam um Estado diferente; ou seja, o campeonato passou a ter vinte clubes, em vez de dezessete, não sofrendo nenhuma mudança drástica em relação à edição anterior da Taça de Prata. Além disso, a fórmula seguia parecida com a da competição anterior, com a criação de uma segunda divisão. No entanto, não existia rebaixamento, mas havia promoção — foi o vice-campeão Remo, e não o campeão Villa Nova, que ficou com a vaga para disputar o Campeonato Nacional de 1972.
É interessante salientar que, se por um lado existiam estádios que não recebiam público, por outro, havia as praças esportivas que possuíam equipes para jogar o Campeonato Nacional que não apresentavam estádios em boas condições, o que deixavam seus dirigentes apreensivos e temerosos de não receber os grandes jogos que estavam por vir, como Recife, Manaus, Belém e Florianópolis. Para o jornalista Juca Kfouri, o grande desafio desta equação é saber o que veio primeiro: os estratosféricos estádios e a necessidade de um grande campeonato para dar utilidade aos "elefantes brancos", ou um campeonato de grandes proporções e a necessidade da construção de maiores estádios. A julgar pela data da construção dos grandes estádios no Brasil durante os tempos de excesso dos militares-políticos, a resposta é objetiva: primeiro vieram os estádios. Nesse sentido, por exemplo, o Estádio Governador Magalhães Pinto (Mineirão) tem origens ainda no ano de 1959, sendo sua obra totalmente concluída no ano de 1965; em Maceió, o Estádio Rei Pelé (Trapichão) foi inaugurado em outubro de 1970; a população de Campo Grande assiste à inauguração de seu estádio, o Estádio Universitário Pedro Pedrossian, mais conhecido como Morenão, em março de 1971. O único grande estádio fora deste marco cronológico é o Estádio Governador Plácido Castelo (Castelão), de Fortaleza, com capacidade para setenta mil pessoas e inaugurado em novembro de 1973.
Logo após a lista da CBD ser divulgada com a relação de vagas a que cada Estado tinha direito e como cada Estado deveria preencher esta lista com seus representantes, muitos foram os protestos e poucos os elogios ao presidente da CBD. Algumas equipes resolveram tornam pública a sua insatisfação com o privilégio que a entidade dava a determinados Estados. Participar do Campeonato Nacional transformou-se em uma questão política, e governadores associaram-se a dirigentes de clubes para fazer pressão por suas equipes. Em Goiás, o governador Leonino Caiado apoiou a ideia de Halê Selassié Pinheiro, o então presidente do Goiás de realizar uma competição paralela ao Campeonato Nacional de Clubes: o Torneio de Integração Nacional — um nome com clara referência aos planos de Médici —, tendo como participantes equipes que ficaram de fora da "festa da CBD". A alegação era sempre a mesma: o futebol seria uma ótima promoção para seus estados. Em Pernambuco, o governador Eraldo Gueiros anunciou estar disposto a envolver o governo estadual na luta pela reforma do estádio Arruda.
Este campeonato paralelo, que também foi realizado em 1971, contou com a participação de seis clubes goianos, acompanhados por representantes de outros dez Estados, incluindo quatro que não estavam no Campeonato Nacional de Clubes. Não é possível afirmar que este torneio foi o principal motivador do primeiro aumento do número de clubes no Campeonato Nacional, mas certamente influenciou. Afinal, o Torneio de Integração Nacional mostra justamente que a principal liga do país não era totalmente integradora, que havia estados excluídos da elite do futebol nacional. Para corroborar com o discurso do governo, a edição do Nacional de 1972 ganhou mais seis agremiações, com a inclusão de cinco novos estados, que ainda não tinha equipes no certame. Este foi só o primeiro passo no processo de integração promovido pelo governo Médici, através do Campeonato Nacional, nas edições seguintes o inchaço do torneio passou a ser mais agressivo.
Esta evolução dos torneios nacionais anteriores e principalmente posterior ao surgimento do Campeonato Nacional de Clubes, envolve a contribuição de vários outros elementos além dos campos. Dentro dessa evolução, a conquista do tricampeonato mundial da seleção nacional tem um papel fundamental. É neste período que o regime militar usa de maneira mais aberta os resultados do futebol em sua própria máquina de propaganda. "Aproveitaram muito mais um elemento novo que foi a vitória na Copa de 1970 do que planejaram o campeonato. Antes da Copa já existia a ideia de que, se o Brasil fosse campeão, isso seria aproveitado. O governo sabia que poderia capitalizar com o futebol, uma percepção muito antiga, anterior à ditadura." Comenta o historiador Gerson Wasen Fraga. E ainda a realidade econômica vivida pelo Brasil era mais uma forma de tentar impulsionar o Nacional entre a população. Em tempos do chamado Milagre Econômico tão aclamado pelos militares, os meios de comunicação e a Loteria Esportiva atuavam em conjunto para que o campeonato nacional ganhasse o público. E, posteriormente deixando de reconhecer os campeões brasileiros anteriores a 1971, e passando a considerar a primeira edição do Campeonato Nacional de Clubes como o ponto inicial da história do atual Campeonato Brasileiro de Futebol. A CBF só voltaria a considerar a Taça Brasil e o Torneio Roberto Gomes Pedrosa como contando como edições do Brasileirão em 2010, e depois adicionaria o Torneio de Campeões de 1937 como também sendo edição do Brasileirão.
Para muitos historiadores as razões para a exclusão das versões anteriores do maior certame nacional do Brasil foram questões políticas. O contexto da época era de vender o espetáculo do Milagre Econômico, do Plano de Integração Nacional, das obras gigantescas. A partir desse momento para a ditadura militar começar a usar o futebol para mostrar como esses conceitos se aplicavam foi um passo natural. "O Brasil vivia uma ditadura que descobria como o futebol podia ser usado para promover o ufanismo e a imagem de integração nacional", escreveu o jornalista e historiador Roberto Assaf. "Era interessante para o governo da época vender a ideia de que estava sendo criado algo inédito." A forma como o regime militar utilizou o futebol brasileiro para legitimar alguns de seus dogmas é evidente. O tricampeonato da Seleção Brasileira na Copa do Mundo de 1970 é o exemplo mais marcante das intervenções realizadas pelo governo militar no futebol nacional. Porém, também determinaram diversas diretrizes que influenciaram os clubes. A criação do Campeonato Nacional de Clubes em 1971 veio na esteira do Plano de Integração Nacional do presidente brasileiro Emílio Garrastazu Médici.
João Havelange, ex-presidente da CBD que criou tanto a Taça Brasil, o Torneio Roberto Gomes Pedrosa e o Campeonato Nacional de Clubes, declarou que as competições representavam a sequência uma da outra e que a Taça Brasil e o Robertão foram criados para definir o campeão brasileiro, e que o Campeonato Nacional de Clubes representou o prosseguimento destas competições. Também, segundo Odir Cunha, o surgimento do Campeonato Nacional de Clubes não invalidou os títulos brasileiros anteriores. Tanto é, que por muitos anos, a Taça Brasil e o Torneio Roberto Gomes Pedrosa foram computados nos rankings de clubes que se fazia. Havelange também declarou em 2010 ser favorável à unificação dos títulos da Taça Brasil e do Torneio Roberto Gomes Pedrosa ao Brasileirão. Em um evento oficial do Santos, ele afirmou que "se os títulos existiram é porque as competições foram oficiais e, se foram oficiais, devem ser respeitadas."
Estas manipulações do regime militar sobre o futebol brasileiro para agradar as lideranças políticas locais, é perceptível através do aumento na quantidade de equipes participantes a cada edição do torneio. Quando o Campeonato Nacional surgiu, em 1971, apenas vinte clubes participavam da divisão principal. A edição de 1972 já contou com vinte e seis agremiações, com a inclusão de cinco novos estados (Alagoas, Amazonas, Pará, Rio Grande do Norte e Sergipe) — sendo dois da região Norte, que até então não contava com agremiações no torneio. E o número de participantes do campeonato só cresceu a partir de então. No ano de 1973, esse número pulou para quarenta times, naquele que para muitos na época parecia ser o número ideal, comtemplando desta vez equipes do Distrito Federal, Espírito Santo, Goiás, Maranhão, Mato Grosso, Piauí e Santa Catarina. No ano seguinte esse número de compeidores se manteve. Em 1975, com saída de Havelange da presidência da CBD, o seu substituto, o almirante Heleno Nunes, reformula a competição e renomeando-a para Copa Brasil. Porém, apenas mais dois clubes foram adicionados. No entanto, a partir desse momento o inchaço do certame passa a decorrer de forma drástica, chegando a cinquenta e quatro participantes em 1976, quando todos os Estados da federação passaram a contar com pelo menos um representante na liga. Para alguns autores, o Campeonato Nacional, que por priorizar o interesse político, tornou-se um grande "cabide de emprego", enchendo-se de clubes que não tinham qualidade para disputar a competição mais importante do país. A partir desse momento a famosa frase: "Onde a Arena vai mal, mais um time no Nacional. Onde vai bem, outro também", chegava ao seu auge no começo da gestão de Heleno Nunes, que tentava contornar as crises políticas do partido do regime através do futebol. A ARENA era o partido do governo e através de convites a clubes de todas as regiões do Brasil, contentava-se as suas torcidas e a simpatia do povo era garantida. Deixou de haver o mérito esportivo. Equipes sem currículo ou tradição eram convidadas por conveniência política. Os militares viviam a febre da integração do país, com o Projeto Rondon, a Transamazônica e o futebol. Para entrar no Nacional, bastava a indicação e a proteção de um político influente. Na sequência deste contexto, foram sessenta e duas equipes em 1977, setenta e quatro em 1978 e o recorde absoluto de noventa e quatro participantes na primeira divisão em 1979 – quando Corinthians, Portuguesa, Santos e São Paulo optaram por desistir de participar do campeonato excessivamente inchado. Além do inchaço do certame nacional, a construção de estádios gigantescos também se intensificaram nos governos de Médici e Geisel. "Eram construções vistosas. Estádios para menos de 70 mil pessoas eram considerados pequenos. E era um período em que os torcedores lotavam as arquibancadas, fazia sentido. O dinheiro no período do regime militar não tinha fim. Não havia controle sobre os gastos públicos. Depois que houve a mudança política, não havia como os clubes manterem aquilo. Muitos desses estádios apodreceram. O caso da Fonte Nova é emblemático", comenta o jornalista e historiador Marcos Guterman.
Em um período em que o inchaço do torneio nacional e a construção de estádios gigantescos tomaram conta do futebol. Não apenas para tornar o esporte realmente nacional, mas, também, para agradar os coronéis políticos em regiões onde o futebol não era exatamente uma potência. No contexto da época, inserir um time no campeonato nacional significava integrar a comunidade. Por mais que a cidade fosse pequena, não tivesse recursos financeiros, não fosse populosa, tentava-se criar o sentido que estava plenamente inserida através do futebol. Segundo Guterman, as construção de grandes estádios e o inchaço do campeonato para satisfazer as alianças políticas. Era, também, uma tentativa de trazer os cartolas para a órbita da política dos militares.
Não era apenas nos centros periféricos que o regime exercia sua influência através do futebol. Também havia uma ação direta dentro das administrações do futebol. Enquanto a Seleção Brasileira passou por uma militarização em sua comissão técnica, também existia uma forte presença de pessoas ligadas ao governo no controle das federações. E, em mais uma ação com pano de fundo político, a Lei 6.251 foi aprovada em 8 de outubro de 1975, centralizando as decisões na CBD e nos poderes locais. Com os clubes passando a ter ainda mais autonomia em suas ações, principalmente na organização do campeonato nacional. Uma realidade que não se difere tanto da atual, com as votações da CBF restritas apenas aos presidentes das entidades estaduais.
Devido a estas intervenções, a maioria dos historiadores consideram que muitas das mazelas que travam o futebol brasileiro atualmente têm origem na forma como o regime militar utilizou os clubes para manobras políticas. Embora, segundo o jornalista Juca Kfouri, seja importante salientar que grande parte desses problemas são anteriores ao golpe militar, vem desde o período do governo de Getúlio Vargas. "Mas o futebol ainda padece de questões posteriores", afirma o jornalista, que foi chefe de reportagem e diretor de redação da revista Placar durante a ditadura.

### Recepção da imprensa ao novo campeonato
A grande mídia não recebeu com tanto entusiasmo a realização do Campeonato Nacional. Por diversos fatores, tais como a participação dos atletas brasileiros nos Jogos Pan-americanos de Cali, a maior importância dada aos campeonatos estaduais (alguns terminaram praticamente na véspera da primeira rodada do Nacional, outros somente terminaram já durante a nova competição), o fato de alguns setores perceberem o campeonato como apenas uma continuação da Taça de Prata e o contato constante com os jogadores da Seleção, fazem os jornais de maior circulação no país cobrir sem grande destaque os preparativos ou mesmo a primeira rodada. A conquista da Copa Roca diante da Argentina em Buenos Aires, a despedida oficial de Pelé da Seleção Brasileira e seus impactos para os rumos do time canarinho, geravam muito mais atenção do que o campeonato propriamente dito. A revista Veja, na semana da criação do certame, traz como título da sua seção de esportes "Aberta a I feira Nacional do Craque" referindo-se ao campeonato como uma forma de mostrar a Zagallo, técnico da Seleção naquele período, os possíveis substitutos do maior "jogador do século". O entrevistado não foi nenhum jogador de clube ou dirigente, mas sim o técnico da Seleção, deixando claro que o campeonato era apenas um pano de fundo.
A Folha de S.Paulo, jornal de maior circulação no Estado mais populoso do Brasil, na sua edição do sábado da primeira rodada, trazia em letras garrafais as seguintes manchetes: "Um encontro presidencial na Amazônia" (sobre o encontro do presidente Médici na selva amazônica com o presidente Misael Pastrana Borrero, da Colômbia, no qual assinaram uma declaração conjunta sobre a integração da Amazônia); "Caetano chega para gravar com João Gilberto" (Caetano Veloso romperia seu exílio londrino para gravar um especial com João Gilberto); "Termina hoje no Pacífico a mais longa missão espacial" (relatando a chegada da Apollo 15 após esta realizar fotos de um duplo eclipse da Lua e do Sol) e, por fim com menor destaque: "Nacional começa hoje; São Paulo e Corinthians jogam." É interessante salientar que, na seção de esportes, havia apenas uma ficha técnica dos dois jogos envolvendo os times paulistas, uma breve explicação da fórmula do campeonato, além de uma rápida citação sobre os demais jogos daquele sábado. Nada mais do que isso, enquanto o jornal ocupava um grande espaço a decisão da CBD de realizar um torneio em homenagem ao sesquicentenário da independência do Brasil. A Taça Independência, resultado da convergência de interesses da FIFA (uma vez que o torneio iria expor a marca da entidade dois anos após o Mundial), da CBD (seria mais uma oportunidade para João Havelange demonstrar sua capacidade organizativa e gerencial) e do governo militar (a comemoração da independência mais uma vez uniria o nacionalismo ufanista e a Seleção Brasileira) faz com que mais uma vez a seleção nacional deixe o campeonato que acabara de ser criado "para escanteio." Até mesmo o presidente da FIFA, que estava no Rio de Janeiro, elogiava a infraestrutura dos estádios brasileiros para sediar este torneio comemorativo, ofuscando as partidas inaugurais do Campeonato Nacional.
Maior concorrente da Folha, O Estado de S. Paulo difere da linha editorial do concorrente. Mesmo não trazendo grande destaque para o Campeonato Nacional de Clubes, em seu segundo clichê existia uma pequenina matéria na parte inferior da capa, com o título "Começa o Nacional de Clubes", juntamente com uma foto do treino da equipe do São Paulo, que realizou o jogo de abertura contra o Grêmio às quatro da tarde no Morumbi. O que chama a atenção na cobertura do Estadão é que no domingo o jornal trazia em sua seção de esportes uma apresentação dos vinte clubes que participavam do certame. Cada partida recebeu a sua ficha técnica e uma breve apresentação do elenco e da história dos clubes envolvidos. O Atlético Mineiro dirigido por Telê Santana, era apontado como um dos favoritos ao título.
No Rio de Janeiro, o Jornal do Brasil, que na época do anúncio da CBD trazia na coluna de Armando Nogueira uma visão bem otimista sobre o Campeonato Nacional de Clubes. Nogueira afirmava que a criação do campeonato seria um passo decisivo para a consolidação do futebol profissional no Brasil. No entanto, na terça-feira anterior à abertura do Nacional, o jornal ressaltava a dificuldade na elaboração dos jogos da Loteria Esportiva. O teste 53 da loteria trazia dez jogos do Campeonato Nacional.
Por outro lado, se a grande imprensa não demonstrava animação com o Nacional, a mídia especializada dava mais atenção ao torneio. Dois dos principais jornais integrantes deste nicho, o Jornal dos Sports (que circulava apenas no Rio de Janeiro) e a revista semanal Placar (recém-inaugurada com a proposta de ser uma revista de circulação nacional) realizam diversas matérias sobre o assunto. Desde o início do ano, mas principalmente a partir do mês de maio, várias são as matérias que buscam entender os mecanismos de funcionamento do certame, quais seria as rupturas e continuidades com relação ao Torneio Roberto Gomes Pedrosa/Taça de Prata, críticas com relação aos critérios utilizados para o ingresso de agremiações na competição ou mesmo da forma como a CBD tratou o assunto.
Ao falar dos clubes cariocas que participariam do Campeonato Nacional, o Jornal dos Sports apresenta o Fluminense da seguinte forma: "Flu parte para o bi com toda a força." Ou seja, assim como a Placar no ano anterior (esta trouxe uma reportagem com o título "O Flu é campeão do Brasil!", o Jornal dos Sports também trata o Fluminense como campeão brasileiro mesmo sem a existência oficial do Campeonato Nacional de Clubes, considerando o Torneio Roberto Gomes Pedrosa como tal. Anos mais tarde essa questão viria a ser de grande relevância e alvo de disputas esportivas e políticas. Contudo, a análise das matérias do jornal sobre o Nacional, é perceptível o entusiasmo com o novo campeonato, chegando a celebrar em sua capa que o futebol brasileiro cresceria a partir do sábado 7 de agosto, após a realização do jogo de abertura. Sob o título "Futebol abre hoje uma paixão nacional". Em sua edição do domingo, o jornal traz uma extensa matéria que relata a história dos torneios nacionais, explicando desde a criação da primeira competição interestadual entre times cariocas e paulistas até o Campeonato Nacional de 1971. O ufanismo tão característico daquela época é absolutamente perceptível nesta matéria do jornal esportivo mais vendido no Rio de Janeiro.
Entretanto, a revista Placar, que lutara durante todo o ano de 1970 pela criação do Campeonato Nacional de Clubes, acabou adotando uma postura cautelosa após a criação da nova competição. Sob o título "Até que enfim um Campeonato Nacional — mas tem que melhorar", a revista criticava a hegemonia dos fatores políticos em detrimento dos aspectos futebolísticos. Para a revista, o Nacional "não passava de um Robertão um pouco diferente", o que não contribuía para alterar a estrutura arcaica do futebol brasileiro. A Placar reclama da falta de um sistema verdadeiro de acesso e descenso, dos critérios de seleção dos clubes participantes que era atrelado aos campeonatos estaduais, não ficando claro quais eram os parâmetros usados para o número de vagas de cada Estado, deixando muitas federações de fora da competição (como Rio de Janeiro, Goiás, Santa Catarina e Amazonas). Para a revista, mais uma vez o grande vitorioso foi João Havelange.

## Campeões
| Ano           | Campeão          | Vice-campeão | 3º lugar      | 4º lugar      | Artilheiro                               | Gols |
| ------------- | ---------------- | ------------ | ------------- | ------------- | ---------------------------------------- | ---- |
| 1971 Detalhes | Atlético Mineiro | São Paulo    | Botafogo      | Corinthians   | Dadá Maravilha (CAM)                     | 15   |
| 1972 Detalhes | Palmeiras        | Botafogo     | Internacional | Corinthians   | Dadá Maravilha (CAM) e Pedro Rocha (SAO) | 17   |
| 1973 Detalhes | Palmeiras        | São Paulo    | Cruzeiro      | Internacional | Ramón (STA)                              | 21   |
| 1974 Detalhes | Vasco da Gama    | Cruzeiro     | Santos        | Internacional | Roberto Dinamite (VAS)                   | 16   |

## Títulos por clube
| Títulos | Clube            | Edições     |
| ------- | ---------------- | ----------- |
| 2       | Palmeiras        | 1972 e 1973 |
| 1       | Atlético Mineiro | 1971        |
| 1       | Vasco da Gama    | 1974        |

## Títulos por estado
| Estados      | Títulos | Vices |
| ------------ | ------- | ----- |
| São Paulo    | 2       | 2     |
| Minas Gerais | 1       | 1     |
| Guanabara    | 1       | 1     |

## Médias de público
- 1971 - 20 360 (total: 4 662 440)
- 1972 - 17 591 (total: 6 192 032)
- 1973 - 15 460 (total: 10 141 760)
- 1974 - 11 599 (total: 5 184 753)

## Maiores médias de públicos por clubes
- 1971 - Flamengo (37 026)
- 1972 - Corinthians (40 719)
- 1973 - Flamengo (33 660)
- 1974 - Vasco da Gama (36 619)

## Maiores públicos
1. Vasco da Gama 2 a 2 Internacional, Maracanã, 118 777 pessoas, 28 de julho de 1974
2. Vasco da Gama 2 a 1 Cruzeiro, Maracanã, 112 993 pessoas, 1 de agosto de 1974

## Número de jogos, gols e média de gols por edição
- 1971: 229 jogos, 419 gols e média de 1,83 gols por jogo
- 1972: 352 jogos, 731 gols e média de 2,08 gols por jogo
- 1973: 656 jogos, 1266 gols e média de 1,93 gols por jogo
- 1974: 447 jogos, 948 gols e média de 2,12 gols por jogo

## Número de participantes por edição
- 1971: 20
- 1972: 26
- 1973: 40
- 1974: 40

## Número de Estados representados em cada edição
- 1971: 8
- 1972: 13
- 1973: 20
- 1974: 20